# Tympanocryptis cephalus
Espèce
Statut de conservation UICN

 DD  : Données insuffisantes
Tympanocryptis cephalus est une espèce de sauriens de la famille des Agamidae.

## Répartition
Cette espèce est endémique d'Australie. Elle se rencontre en Australie-Occidentale, en Australie-Méridionale, au Territoire du Nord et au Queensland.

## Publication originale
- Günther, 1867 : Additions to the knowledge of Australian Reptiles and Fishes. Annals and Magazine of Natural History, sér. 3, vol. 20, p. 45-68 (texte intégral).